# Raset Ziatdinow
Raset Ziatdinow (ur. 27 grudnia 1958) – amerykański szachista i trener szachowy pochodzenia uzbeckiego, arcymistrz od 2005 roku.

## Kariera szachowa
Wielokrotnie uczestniczył w finałach indywidualnych USRR, tytuł mistrza kraju zdobywając w 1983 roku. Pierwszą arcymistrzowską normę zdobył na przełomie 1989 i 1990 w Kusadasru. W 1990 zwyciężył również w kołowym turnieju w Belgradzie oraz podzielił I m. (wspólnie z Ewgenijem Ermenkowem) w Dieren. W 1991 podzielił III m. (za Julianem Hodgsonem i Michaelem Adamsem, wspólnie z Glennem Flearem, Peterem Wellsem i Grigorijem Kajdanowem) w otwartym turnieju Telecom Éireann w Dublinie, zdobywając drugą normę na tytuł arcymistrza. W 1996 zwyciężył w Castellarze, a w 1997 podzielił I m. (wspólnie z Aleksandrem Iwanowem) w Stratton Mountain. W 1997 i 1998 zwyciężył w turniejach Atlantic Open, natomiast w 1999 w drużynowym meczu Koltanowski Team Match rozegranym w San Francisco wypełnił trzecią arcymistrzowską normę. W 2000 podzielił I m. (wspólnie z Igorem Iwanowem) w Las Vegas. W 2009 odniósł zwycięstwo w turnieju World Chess Tour w Moskwie, natomiast w 2014 podzielił I m. (wspólnie z m.in. Tornike Sanikidze) w Delhi.
Od 1998 na arenie międzynarodowej reprezentuje barwy Stanów Zjednoczonych. Najwyższy ranking w karierze osiągnął 1 lipca 1997, z wynikiem 2535 punktów zajmował wówczas 3. miejsce (za Aleksandrem Nenaszewem i Rustamem Kasimdżanowem) wśród uzbeckich szachistów.
W 2000 wydał książkę Gm-Ram: Essential Grandmaster Chess Knowledge, poświęconą szachowemu treningowi.